# París-Camembert 2018
La 79.ª edición de la clásica ciclista París-Camembert fue una carrera en Francia que se celebró el 10 de abril de 2018 sobre un recorrido de 200 kilómetros con inicio en la ciudad de Pont-Audemer y final en la ciudad de Livarot.
La carrera hizo parte del UCI Europe Tour 2018, dentro de la categoría 1.1
La carrera fue ganada por el corredor francés Lilian Calmejane del equipo Direct Énergie, en segundo lugar Valentin Madouas (Groupama-FDJ) y en tercer lugar Andrea Vendrame (Androni Giocattoli).

## Equipos participantes
Tomaron parte en la carrera 19 equipos: 2 de categoría UCI WorldTeam; 12 de categoría Profesional Continental; y 5 de categoría Continental. Formando así un pelotón de 133 ciclistas de los que acabaron 79. Los equipos participantes fueron:
| WorldTeams (2)- AG2R La Mondiale - Groupama-FDJ Equipos continentales profesionales (12)- Cofidis, Solutions Crédits - Delko-Marseille Provence-KTM - Direct Énergie - Fortuneo-Samsic - Vital Concept - Androni Giocattoli-Sidermec - Euskadi Basque Country-Murias - Gazprom-RusVelo - Holowesko-Citadel - Sport Vlaanderen-Baloise - UnitedHealthcare - Wanty-Groupe Gobert Equipos continentales (5)- Roubaix Lille Métropole - Saint Michel-Auber 93 - Team Joker Icopal - Differdange-Losch - Vorarlberg-Santic |
| |

## Clasificación final
- Las clasificaciones finalizaron de la siguiente forma:[4]

| \| Clasificación general \| Clasificación general \| Clasificación general \| Clasificación general \| Clasificación general \| \| Ciclista \| Ciclista \| Equipo \| Tiempo \| \| \| --------------------- \| --------------------- \| --------------------------- \| --------------------- \| --------------------- \| \| 1.º \| Lilian Calmejane \| Direct Énergie \| 4 h 53 min 17 s \| \| \| 2.º \| Valentin Madouas \| Groupama-FDJ \| + 21 s \| \| \| 3.º \| Andrea Vendrame \| Androni Giocattoli-Sidermec \| + 21 s \| \| \| 4.º \| Manuel Belletti \| Androni Giocattoli-Sidermec \| + 38 s \| \| \| 5.º \| Damien Touzé \| Saint Michel-Auber 93 \| + 38 s \| \| \| 6.º \| Davide Cimolai \| Groupama-FDJ \| + 38 s \| \| \| 7.º \| Matthieu Ladagnous \| Groupama-FDJ \| + 38 s \| \| \| 8.º \| Lorrenzo Manzin \| Vital Concept \| + 38 s \| \| \| 9.º \| Hugo Hofstetter \| Cofidis, Solutions Crédits \| + 38 s \| \| \| 10.º \| Laurent Pichon \| Fortuneo-Samsic \| + 38 s \| \| |                    |                             |                 |
| |                    |                             |                 |
| Fuente: ProCyclingStats |                    |                             |                 |
| Clasificación general |                    |                             |                 |
| Ciclista | Ciclista           | Equipo                      | Tiempo          |
| 1.º | Lilian Calmejane   | Direct Énergie              | 4 h 53 min 17 s |
| 2.º | Valentin Madouas   | Groupama-FDJ                | + 21 s          |
| 3.º | Andrea Vendrame    | Androni Giocattoli-Sidermec | + 21 s          |
| 4.º | Manuel Belletti    | Androni Giocattoli-Sidermec | + 38 s          |
| 5.º | Damien Touzé       | Saint Michel-Auber 93       | + 38 s          |
| 6.º | Davide Cimolai     | Groupama-FDJ                | + 38 s          |
| 7.º | Matthieu Ladagnous | Groupama-FDJ                | + 38 s          |
| 8.º | Lorrenzo Manzin    | Vital Concept               | + 38 s          |
| 9.º | Hugo Hofstetter    | Cofidis, Solutions Crédits  | + 38 s          |
| 10.º | Laurent Pichon     | Fortuneo-Samsic             | + 38 s          |

## UCI World Ranking
La París-Camembert otorgó puntos para el UCI Europe Tour 2018 y el UCI World Ranking, este último para corredores de los equipos en las categorías UCI WorldTeam, Profesional Continental y Equipos Continentales. Las siguientes tablas muestran el baremo de puntuación y los 10 corredores que obtuvieron más puntos:
| Posición              | 1.ª | 2.ª | 3.ª | 4.ª | 5.ª | 6.ª | 7.ª | 8.ª | 9.ª | 10.ª | 11.ª | 12.ª | 13.ª-15.ª | 16.ª-25.ª |
| Clasificación general | 125 | 85  | 70  | 60  | 50  | 40  | 35  | 30  | 25  | 20   | 15   | 10   | 5         | 3         |

| 1.º  | Lilian Calmejane   | Direct Énergie              | 125 |
| 2.º  | Valentin Madouas   | Groupama-FDJ                | 85  |
| 3.º  | Andrea Vendrame    | Androni Giocattoli-Sidermec | 70  |
| 4.º  | Manuel Belletti    | Androni Giocattoli-Sidermec | 60  |
| 5.º  | Damien Touzé       | Saint Michel-Auber93        | 50  |
| 6.º  | Davide Cimolai     | Groupama-FDJ                | 40  |
| 7.º  | Matthieu Ladagnous | Groupama-FDJ                | 35  |
| 8.º  | Lorrenzo Manzin    | Vital Concept               | 30  |
| 9.º  | Hugo Hofstetter    | Cofidis, Solutions Crédits  | 25  |
| 10.º | Laurent Pichon     | Fortuneo-Samsic             | 20  |